# جيف تيت
جيف تيت (بالإنجليزية: Jeff Tate)‏ (11 مايو 1959 في المملكة المتحدة - ) هو لاعب كرة قدم بريطاني في مركز الوسط. لعب مع نادي بيرنلي ونادي موركامب.